# Robert Sidney Cahn
Pour les articles homonymes, voir Cahn.
Robert Sidney Cahn est un chimiste britannique né le 9 juin 1899 à Londres et décédé le 15 septembre 1981.

## Travaux
Il apporta une grande contribution à la nomenclature chimique et à la stéréochimie.
Son plus célèbre apport fut les règles de Cahn-Ingold-Prelog, énoncées en 1956 par Christopher Kelk Ingold, Vladimir Prelog et lui-même.

## Biographie
Il fut membre de la Royal Institute of Chemistry et écrivit pour le Journal of the Chemical Society de 1949 à 1963 et resta à la Chemical Society comme directeur des publications de recherche jusqu'en 1965, lorsqu'il prit sa retraite.